# Ouratea oblita
Ouratea oblita là một loài thực vật có hoa trong họ Ochnaceae. Loài này được L. Riley mô tả khoa học đầu tiên năm 1924.